# مارکو ناپی
مارکو ناپی (انگلیسی: Marco Nappi؛ زادهٔ ۱۳ مهٔ ۱۹۶۶) بازیکن فوتبال اهل ایتالیا است.
از باشگاه‌هایی که در آن بازی کرده‌است می‌توان به باشگاه فوتبال ترنانا، باشگاه فوتبال فیورنتینا، باشگاه فوتبال اسپال، باشگاه ورزشی لاتزیو، باشگاه فوتبال برشا، باشگاه فوتبال اودینزه، باشگاه فوتبال آتالانتا، باشگاه فوتبال چزنا، باشگاه فوتبال جنوآ، باشگاه فوتبال کومو، و باشگاه فوتبال اتلتیکو آرتزو اشاره کرد.